# Richard Collinson

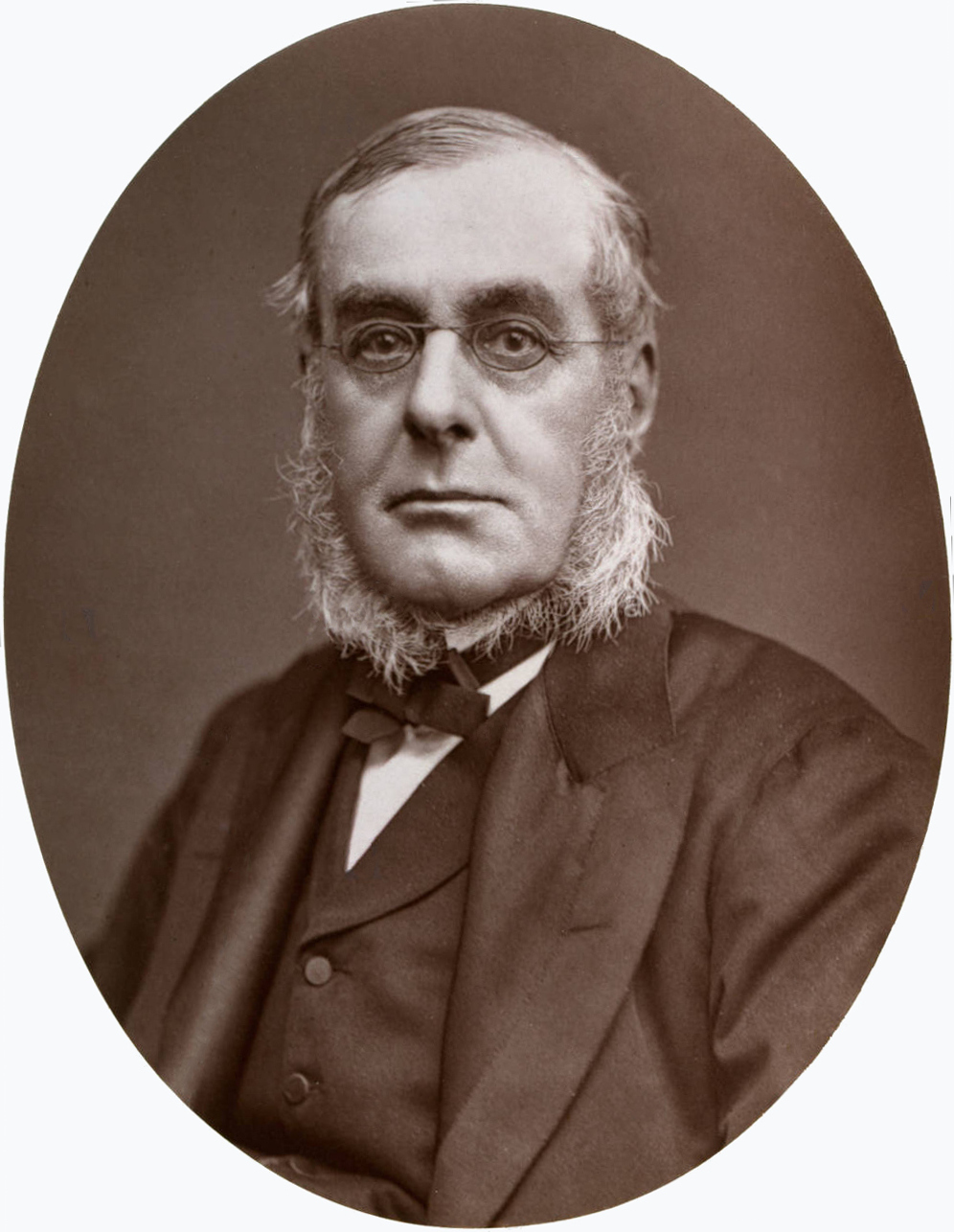
Richard Collinson, 1877

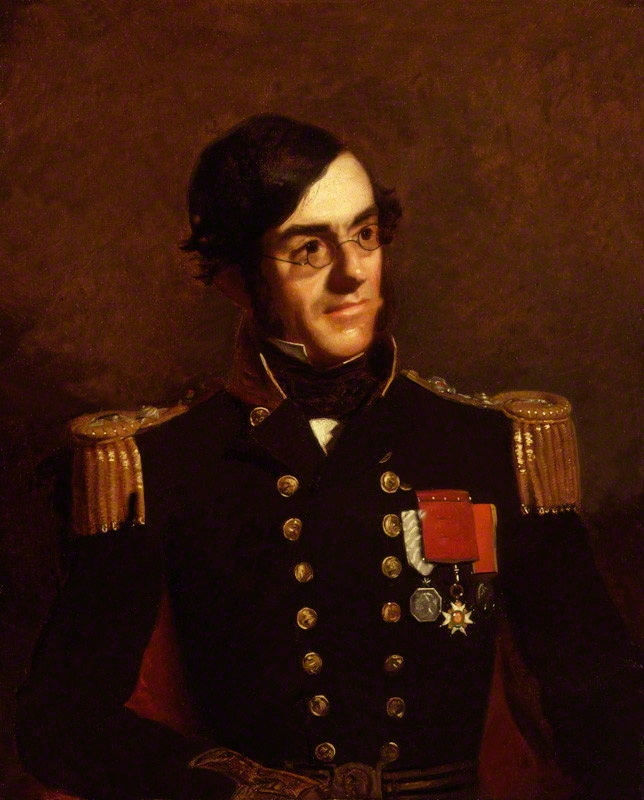
Richard Collinson

Sir Richard Collinson KCB, FRGS (* 7. November 1811 in Gateshead, Durham; † 13. September 1883 auf seinem Landgut in Ealing) war ein englischer Marineoffizier und Polarforscher.

## Leben
Collinson meldete sich in seinem zwölften Lebensjahr als Freiwilliger zu Royal Navy, fuhr zunächst auf der HMS Cambridge im Pazifik und nahm ab 1828 auf der HMS Chanticleer an Küstenerkundungen vor der Antarktis, Südamerika und Mittelamerika unter der Leitung von Kapitän Henry Foster teil. Collinson fiel hier erstmals durch seine eifrige und genaue Bedienung der wissenschaftlichen Geräte auf und gewann sich so als junger Offizieranwärter bereits die Unterstützung einiger Fürsprecher, darunter Kapitän Francis Beaufort, was sein späteres Vorankommen in der Royal Navy beschleunigen sollte. Er nahm von 1831 bis 1839 an mehreren ähnlich gearteten Fahrten teil, diente unter Horatio Thomas Austin, Frederick William Beechey und Edward Belcher und erkundete dabei die Küsten Alaskas und Westafrikas. 1835 wurde er zum Lieutenant und damit zum vollwertigen Offizier befördert.
Nach Ausbruch des Ersten Opiumkrieges in China verschaffte ihm Beaufort eine Position als Erkunder, in der er auf den bis dahin weitestgehend unkartografierten Flüssen Chinas wie dem Jangtsekiang Bojen auslegte, die es den britischen Kriegsschiffen möglich machten, die wichtigen Städte Chinas auf dem Wasserwege zu blockieren. Für seine hervorragenden Leistungen wurde Collinson so 1841 zum Kapitänleutnant und 1842 zum Vollkapitän befördert. Nach dem Ende des Krieges verblieb Collinson zunächst in China und erkundete dort die Küstenlinie von Hongkong bis Shanghai.

## Suche nach der Franklin-Expedition
1849 wurde Collinson mit dem Kommando über die beiden Schiffe Enterprise und Investigator betraut, die den Auftrag erhielten, von der Beringstraße her die seit vier Jahren verschollene Franklin-Expedition aufzufinden. Collinson entschied sich, anders als Robert McClure, der Kommandant seines Begleitschiffes Investigator, die Aleuten an deren westlichen Ende zu umsegeln, und verlor so wertvolle Tage im allzu kurzen arktischen Sommer. Während die Investigator noch im selben Jahr bis in die Prinz-of-Wales-Straße vordrang, musste Collinson sich zunächst dem Packeis geschlagen geben und den Befehl zur Rückkehr in den Hafen von Hongkong geben. Einigen Offizieren missfiel Collinsons vorsichtige Art der Kommandoführung, die die Expedition offensichtlich ein ganzes Jahr gekostet hatte, und so kam es bei der Rückreise zu größeren Auseinandersetzungen und dem drohenden Einbruch der militärischen Disziplin.
Im folgenden Jahr drang er dann bis zum Point Barrow vor, überwinterte 1851/52 am südlichen Ende der Prinz-of-Wales-Straße und erreichte im Sommer 1852 dank einer großen navigatorischen Leistung über die schmale und felsige Dease-Straße die Mündung des Kupferminenflusses, was die Entdeckung einer noch unbekannten Nordwestpassage darstellte. Er überwinterte hier 1852/53 zum zweiten Mal, sandte im Frühjahr einen Schlittentrupp aus, der unglücklicherweise bis etwa 45 km an die letzte Ruhestätten der Franklin-Expedition herankam, dann jedoch bemerkte, dass eine frühere Expedition unter John Rae die Gegend bereits besucht hatte und die Suchbemühungen in dieser Richtung aufgab. Collinsons Männer fanden zwar im Süden der Victoria-Insel ein Stück Holz, das möglicherweise ein Fundstück der Franklin-Expedition darstellte, da aber seine Vorräte langsam knapp wurden und der allzu kurze arktische Sommer unmittelbar bevorstand, entschied sich Collinson dagegen, weitere Schlittentrupps auszusenden. Auf ihrer Rückreise im Herbst 1853 wurde die Enterprise zum dritten Mal im Eis festgehalten, diesmal nahe der Mündung des Mackenzie-Flusses. Erst 1854 konnte er seine Heimreise durch die Beringstraße antreten. Bei seiner Rückkehr verlangte Collinson die ordnungsgemäße Bestrafung der rebellierenden Offiziere, was jedoch von der Admiralität unterlassen wurde. Auch seine bemerkenswerteste Leistung, die Entdeckung einer (zwar nautisch überaus anspruchsvollen, aber erwiesenermaßen passierbaren) Nordwestpassage, wurde bei der alleinigen Vergabe des darauf ausgesetzten Preisgeldes an seinen Begleiter Robert McClure ignoriert, und Collinson unterließ es daraufhin, sich jemals wieder um ein Kommando in der Royal Navy zu bemühen.
Er blieb jedoch der Seefahrt und der Entdeckung verbunden und begann ab 1858 eine neue Karriere bei Trinity House, der mit der Unterhaltung der britischen Wasserwege und Bojen betrauten Gesellschaft. Die Navy erkannte seine Leistungen schließlich rückwirkend an und beförderte ihn 1869 zum Vizeadmiral und 1872 zum Admiral.
Sir Richard Collinson starb am 13. September 1883 auf seinem Landgut in Ealing.